# 摩根縣 (猶他州)
摩根縣（英語：Morgan County）是美國猶他州北部的一個縣。面積1,582平方公里。根據美國2000年人口普查，共有人口7,129人，2005年人口為7,906人。縣治摩根 (Morgan)。
成立於1862年。縣名紀念傑迪戴亞·摩根·格蘭特 (Jedediah Morgan Grant)，摩門教第七任首領赫伯·J·格蘭特的父親。